# Kleines Schulerloch
Das Kleine Schulerloch ist eine natürliche Karsthöhle bei Oberau einem Ortsteil der niederbayerischen Marktgemeinde Essing im Landkreis Kelheim in Bayern.
Sie ist eine natürliche Höhle der Fränkischen Alb oberhalb der Altmühl und ist im Höhlenkataster Fränkische Alb (HFA) als H 30 registriert. Die Höhle befindet sich 200 m westlich von der größeren Höhle Schulerloch entfernt.
Das Kleine Schulerloch ist als Kulturdenkmal geschützt. In ihr befinden sich für Deutschland einzigartige eiszeitliche Felsbilder im Stil des Magdaléniens aus der Zeit von 13.000 bis 10.000 v. Chr., deren Echtheit wissenschaftlich nicht zweifelsfrei anerkannt wird. Dargestellt ist ein in einer Falle gefangener Steinbock oder ein Ren. Das Motiv wurde von dem Justizinspektor Alexander Oberneder aus Kelheim und dem Präparator Oskar Rieger im Jahre 1937 in der Vorhöhle, etwa sieben Meter vom Eingang entfernt, entdeckt. Neben dem Felsbild ist eine frühmittelalterliche Runeninschrift eingeritzt, deren Echtheit im Kontext mit dem Felsbild in der Forschung umstritten ist.
Das Kleine Schulerloch liegt im Naturschutzgebiet Schulerloch und ist durch ein Tor verschlossen und für Besucher nicht zugänglich.